# Condado de Perry (Ohio)
O Condado de Perry é um dos 88 condados do estado americano de Ohio. A sede do condado é New Lexington, e sua maior cidade é New Lexington. O condado possui uma área de 1 069 km² (dos quais 7 km² estão cobertos por água), uma população de 34 078 habitantes, e uma densidade populacional de 32 hab/km² (segundo o censo nacional de 2000). O condado foi fundado em 1818.